# 크리스 슬레이드
크리스 슬레이드(Chris Slade, 1946년 10월 30일 ~ )는 웨일스의 드러머로, AC/DC의 일원으로 활동하기도 했다.